# Neale Donald Walsch

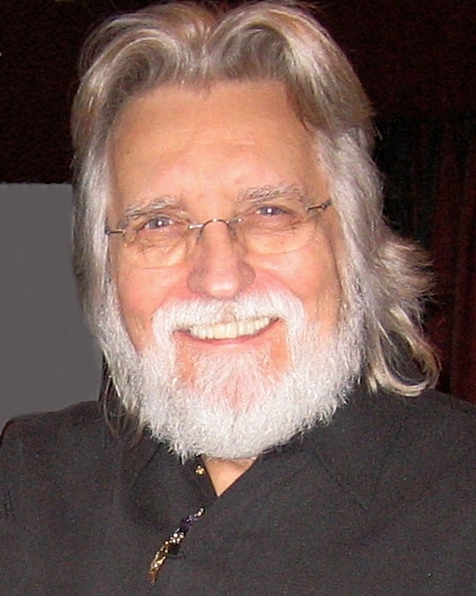
Neale Donald Walsch

Neale Donald Walsch (* 10. September 1943 in Milwaukee) ist ein US-amerikanischer Autor spiritueller Bücher. In ihnen vermittelt Walsch ein universalistisch und pantheistisch geprägtes Welt- und Gottesbild. Bekannt wurde er mit seiner Bestseller-Trilogie Gespräche mit Gott.

## Leben
Walsch wuchs in einer katholischen Familie auf. Er studierte die Bibel, aber auch den Rigveda. Er war in verschiedenen Funktionen im Bereich Medien und Marketing tätig.
Walsch arbeitete als Journalist und Verleger, war Programmdirektor eines Rundfunksenders, Pressesprecher und gründete eine erfolgreiche Werbe- und Marketingfirma.
Anfang der 1990er Jahre geriet Walschs Leben aus der Bahn. Ein Feuer zerstörte seinen gesamten Besitz, seine Ehe zerbrach, und er erlitt schwere Verletzungen bei einem Autounfall. In der Folge verlor er seine Arbeit, wurde obdachlos und sah sich dazu gezwungen, in einem Zelt außerhalb der Kleinstadt Ashland zu übernachten. Er sammelte Aluminiumdosen, um sie dann in einer Recyclingstation gegen Geld einzutauschen. Walsch habe daraufhin einen „wütenden Brief“ an Gott verfasst, der ihm darauf „geantwortet“ habe. So will Walsch über automatisches Schreiben seine Trilogie Gespräche mit Gott und weitere Titel wie Neue Offenbarungen direkt von Gott empfangen haben.
Walsch ist Autor von 20 Büchern über Spiritualität und deren Anwendung im täglichen Leben, mit denen er ein breites Leserpublikum, insbesondere in der Esoterik-Szene bedient. Kernthema seiner Publikationen ist die Grundlegung einer neuen Spiritualität, um zu verhindern, dass das „Experiment Mensch“ vorschnell sein Ende nehme. 2003 rief er für dieses Ziel eine Bewegung mit dem Namen Humanity’s Team ins Leben. Weltweit bildeten sich verschiedene weitere Studiengruppen. Im Humanity’s Team Deutschland organisierten sich im Jahr 2004 rund 400 Anhänger, um Walschs Ideen zu verbreiten.

## Werke

### Bücher (Auswahl)
- Gespräche mit Gott. 3 Bände. Goldmann, München 1997–1999; Neuausgabe in einem Band 2009, ISBN 978-3-442-33851-1.
- Ich bin das Licht!: Die kleine Seele spricht mit Gott. Eine Parabel für Kinder. Sternenprinz, 1999, ISBN 978-3-929475-89-0.
- Freundschaft mit Gott. Ein ungewöhnlicher Dialog. Goldmann, München 2000; ebd. 2003, ISBN 3-442-21674-5.
- Gemeinschaft mit Gott. Goldmann, München 2002; ebd. 2007, ISBN 978-3-442-21809-7.
- Fragen und Antworten zu „Gespräche mit Gott“. Goldmann, München 2002, ISBN 3-442-21611-7.
- Bring Licht in die Welt. Goldmann Verlag. Mai 2002, ISBN 978-3-442-16451-6.
- Erschaffe dich neu. Goldmann Verlag, Mai 2003, ISBN 978-3-442-16443-1.
- Gott erfahren. Berichte von Begegnungen. Goldmann, München 2003, ISBN 3-442-21626-5.
- Neue Offenbarungen. Ein Gespräch mit Gott. Goldmann, München 2003; ebd. 2007, ISBN 978-3-442-21817-2.
- Gott heute. Gespräche mit Gott über die Spiritualität der Zukunft. Goldmann, München 2004, ISBN 3-442-33704-6.
- Die kleine Seele und die Erde. Eine Parabel für Kinder. Hans Nietsch, November 2005, ISBN 978-3-934647-92-3.
- Was Gott will. Goldmann, München 2006, ISBN 3-442-21750-4.
- Zuhause in Gott. Über das Leben nach dem Tode. Goldmann, München 2006; ebd. 2009, ISBN 978-3-442-21874-5.
- Glücklicher als Gott. Verwandle dein Leben in eine außergewöhnliche Erfahrung. Kamphausen, Bielefeld 2008, ISBN 978-3-89901-164-7.
- Wenn alles sich verändert, verändere alles. Inneren Frieden finden in schwierigen Zeiten. Goldmann, München 2010, ISBN 978-3-442-33874-0.
- Mein Buch des Lebens. Arkana, August 2011, ISBN 978-3-442-34105-4.
- Die Zukunft in unserer Hand: Das Leben von Barbara Marx Hubbard., Mai 2012, ISBN 978-3-442-21993-3.
- Der Sturm vor der Ruhe. Gespräche mit der Menschheit. Allegria, 2012, ISBN 978-3-7934-2234-1.
- Was wirklich wichtig ist. Allegria, April 2013, ISBN 978-3-7934-2236-5.
- Die Essenz: Die 25 Botschaften aus den „Gesprächen mit Gott“. Arkana, Oktober 2014, ISBN 978-3-442-34161-0.
- Ein unerwartetes Gespräch mit Gott: Das Erwachen der Menschheit. Trinity 2017, ISBN 978 3-955502348.

### Filme
2003 spielte Walsch die Hauptrolle im Spielfilm Indigo zum Thema Indigo-Kinder:
- Indigo – Kinder unserer Zeit, ISBN 978-3-89901-097-8 (DVD).

2006 wurde das Leben von Walsch mit Henry Czerny in der Hauptrolle verfilmt. Regie führte Stephen Simon. Deutschlandpremiere war am 11. Oktober 2007:
- Gespräche mit Gott – Der Film, ISBN 978-3-940551-06-1 (Premium Edition), ISBN 978-3-940551-04-7 (Standardausgabe).

Ein Bildband über die Dreharbeiten zum Film erschien 2007:
- Gespräche mit Gott – Das Buch zum Film. Kamphausen, Bielefeld 2007, ISBN 978-3-89901-115-9.

2012 Gottes modernster Botschafter. Neale Donald Walsch im Dialog über die Entstehung der weltberühmten „Gespräche mit Gott“: ISBN 978-3-89901-382-5.